# Olymbos
Olymbos (griechisch Όλυμπος (f. sg.)) ist ein Dorf im Norden der griechischen Insel Karpathos. Zusammen mit dem an der Ostküste gelegenen Hafenort Diafani und weiteren Siedlungen und Weilern hat das Dorf den Status einer Ortschaft (Τοπική Κοινότητα Topikí Kinótita) und bildet den gleichnamigen Gemeindebezirk (Δημοτική Ενότητα Ολύμπου Dimotikí Enótita Olýmbou) mit insgesamt 556 Einwohnern. Zur flächengrößten Ortschaft der Gemeinde Karpathos zählen neben Saria weitere unbewohnte Inseln. Olymbos liegt an einem von der Küste aus uneinsehbaren Berghang, umgeben von den beiden Bergkegeln Profitis Ilias und Koryfí. Die vielen kleineren Gebäude, meist in weißer oder gelblicher Farbe gehalten, sind richtiggehend verschachtelt in die Hanglage hineingebaut, nur durch schmale verwinkelte Gässchen verbunden.

## Verwaltung

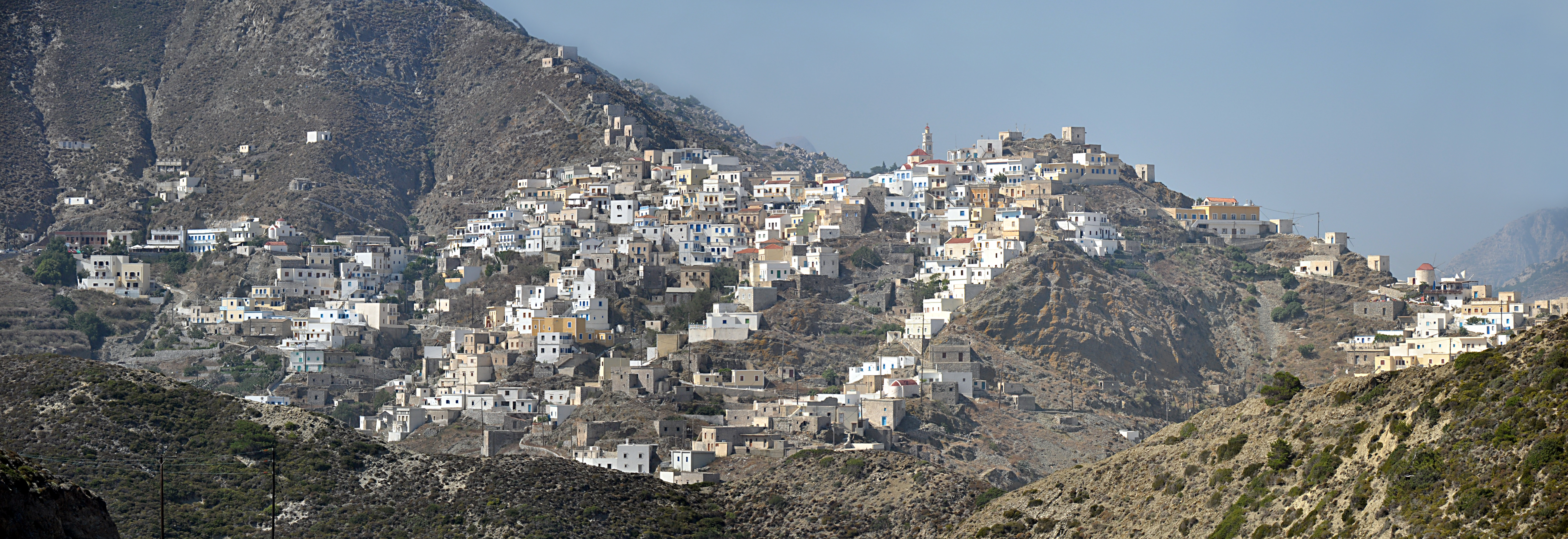
Olymbos im Jahr 2012

Das Dorf Olymbos bildete gemeinsam mit Diafani, Tristomo und der Insel Saria von 1948 bis 2010 die gleichnamigen Landgemeinde (Κοινότητα Ολύμπου Kinotita Olymbou) und war deren Verwaltungssitz. Avlona wurde 1951 als Siedlung anerkannt und eingemeindet, die unbewohnten Inselgruppen Astakidonisia, Divounia und Chamili 2001 zunächst Olymbos zugeschlagen und 2013 nach Kasos umgemeindet. Die Verwaltungsreform 2010 führte die ehemaligen Gemeinden der Insel zur neuen Gemeinde Karpathos (Δήμος Καρπάθου Dímos Karpáthou) zusammen. Seitdem bildet die Ortschaft Olymbos (Τοπική Κοινότητα Ολύμπου) gleichzeitig den Gemeindebezirk Olymbos (Δημοτική Ενότητα Ολύμπου).
Einwohnerentwicklung von Olymbos
| Name     | griechisch        | Code       | 1947 | 1951 | 1961 | 1971 | 1981 | 1991 | 2001 | 2011 |
| -------- | ----------------- | ---------- | ---- | ---- | ---- | ---- | ---- | ---- | ---- | ---- |
| Olymbos  | Όλυμπος (m. sg.)  | 6201020101 | 1202 | 1079 | 0866 | 0537 | 0331 | 0304 | 0409 | 0270 |
| Avlona   | Αυλώνα (f. sg.)   | 6201020104 |      | -    | 0048 | 0020 | 0046 | 0024 | 0016 | 0007 |
| Diafani  | Διαφάνι (n. sg.)  | 6201020105 | 0196 | 0246 | 0313 | 0254 | 0198 | 0247 | 0312 | 0228 |
| Tristomo | Τρίστομο (n. sg.) | 6201020108 | 0009 | -    | 0010 | 0007 | 0002 | -    | 0002 | 0006 |
| Saria    | Σαριά (n. sg.)    | 6201020107 | 0020 | 0016 | 0018 | 0013 | 0004 | -    | 0022 | 0045 |
| Gesamt   | Gesamt            | 62010201   | 1427 | 1341 | 1255 | 831  | 581  | 575  | 761  | 556  |

## Geschichte
Olymbos wurde ab dem 7. Jahrhundert erbaut, als Fluchtort der Einwohner der einstigen Siedlungen Vourgounda, Tristomo und der Insel Saria und des antiken Vrykous, die vor den häufigen Überfällen durch Piraten und Sarazenen in die Berge flohen. Dort, von der Außenwelt weitgehend isoliert, hat sich bis heute nicht nur der altertümliche dorisch beeinflusste Dialekt in der Sprache der Olymbites (den Einwohnern des Dorfes) gehalten, sondern auch Kunst, Kultur und Bräuche, die überall im Ort anzutreffen sind.

## Sehenswürdigkeiten
Das markanteste Gebäude im Ort ist die im 15. Jahrhundert erbaute Pfarrkirche Kimisi tis Panagías. Das Relief am Glockenturm mit der Gottesmutter Maria in heimischer Tracht, umgeben von den Erzengeln Michael und Gabriel, wurde jedoch erst im Jahr 2002 angebracht. Im Kircheninneren befindet sich eine wertvolle Ikonostase aus der ersten Hälfte des 18. Jahrhunderts. Neben der Hauptkirche stehen in und um Olymbos mehrere kleinere Kapellen.
In einem wie ein Freilichtmuseum anmutenden Dorf präsentieren die Bewohner Olymbos’ altes Handwerk und Trachten und bieten den Besuchern traditionelle Speisen zum Verzehr. Unter anderem ist eine der letzten betriebenen typischen festausgerichteten Windmühlen zu besichtigen. Mit dem Mehl wird in holzbefeuerten Backöfen das traditionelle dunkle Brot gebacken.

## Infrastruktur und Wirtschaft
Zugang zum elektrischen Stromnetz gibt es erst seit 1980. Seit 2013 ist die Straße vom südlichen Teil der Insel her nach Olymbos durchgehend asphaltiert, nach starken Regenfällen muss mit Steinen auf der Straße gerechnet werden. Seit Anfang der 1990er-Jahre fahren Ausflugsboote regelmäßig ab Karpathos bis zum nordwestlichen Hafenort Diafani. Von dort führt eine neugebaute Asphaltstraße in das Bergdorf. Der Tagestourismus während der Sommersaison ist heute deshalb ein wichtiger Erwerbszweig der Bewohner. Stark an Bedeutung verloren hat über die Jahrzehnte die Landwirtschaft. Bis Mitte des 20. Jahrhunderts, als die Bewohner sich weitgehend selber mit Lebensmittel versorgen mussten, wurden die Gebiete und dessen Felder weit um Olymbos intensiv bewirtschaftet. So entstanden auch mehrere Außensiedlungen wie Trístomo, Forókli, Péi, Argóni, Asia oder Ahamándia. Mit über 300 Gebäuden, so genannten Stavliá, ist Avlóna die größte Außensiedlung auf Karpathos. Im Gegensatz zu den kaum mehr bewirtschafteten Feldern der anderen Außensiedlungen wird auf der Hochebene um Avlóna weiterhin Weizen und Gerste geerntet.

## Fotogalerie

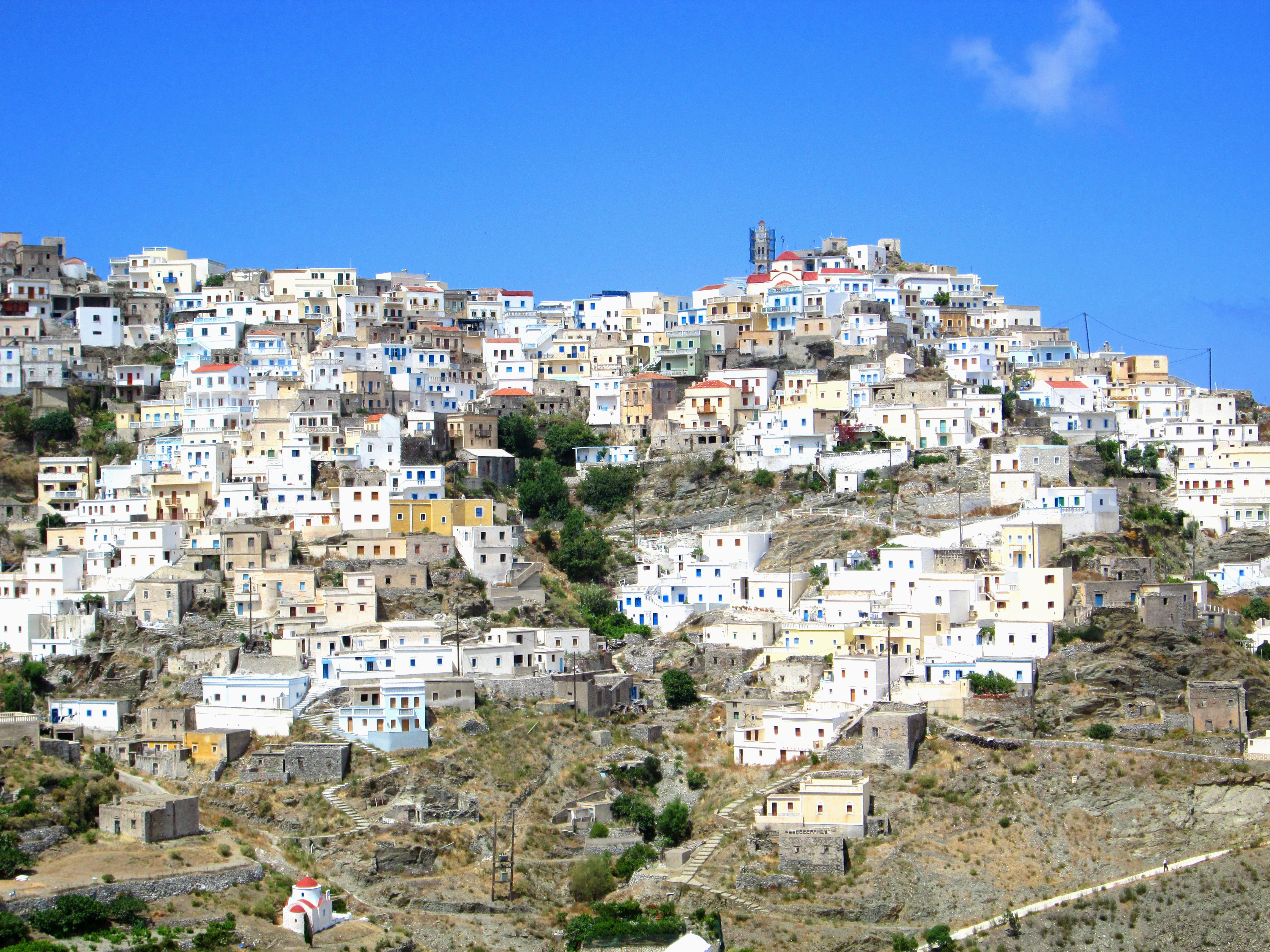
Ortsansicht
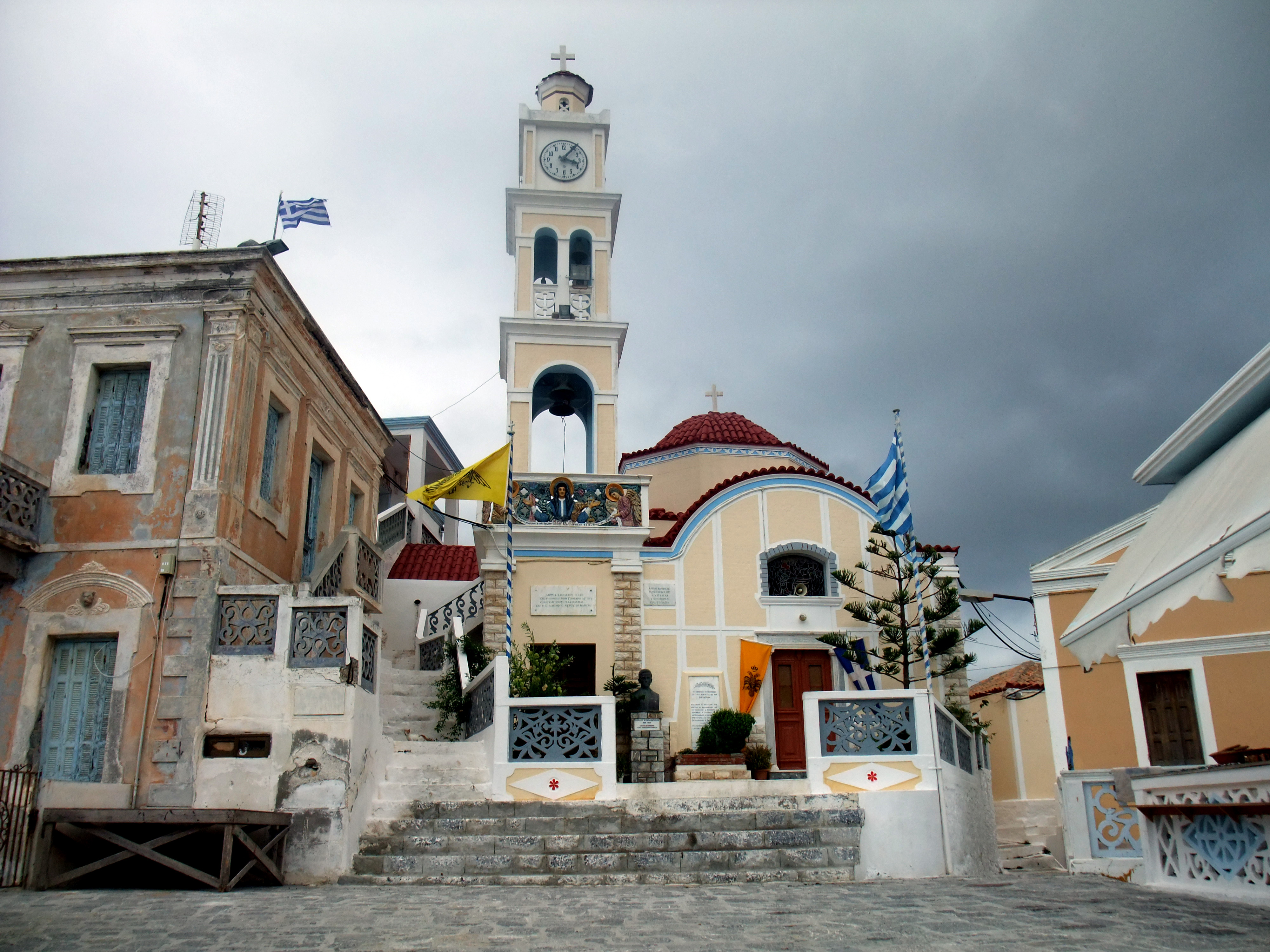
Pfarrkirche „Kimisi tis Panagías“ in Olymbos
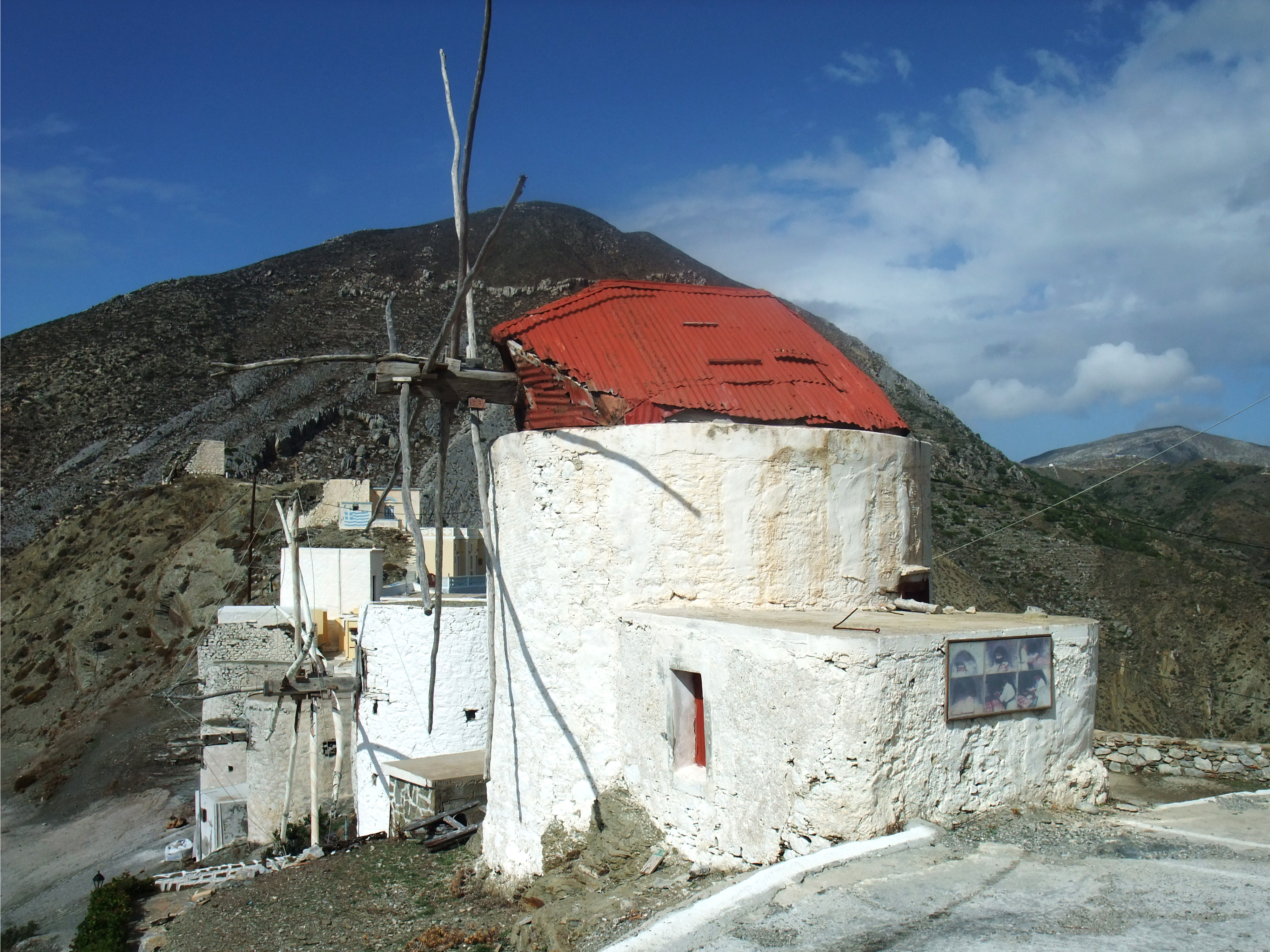
Windmühle in Olymbos
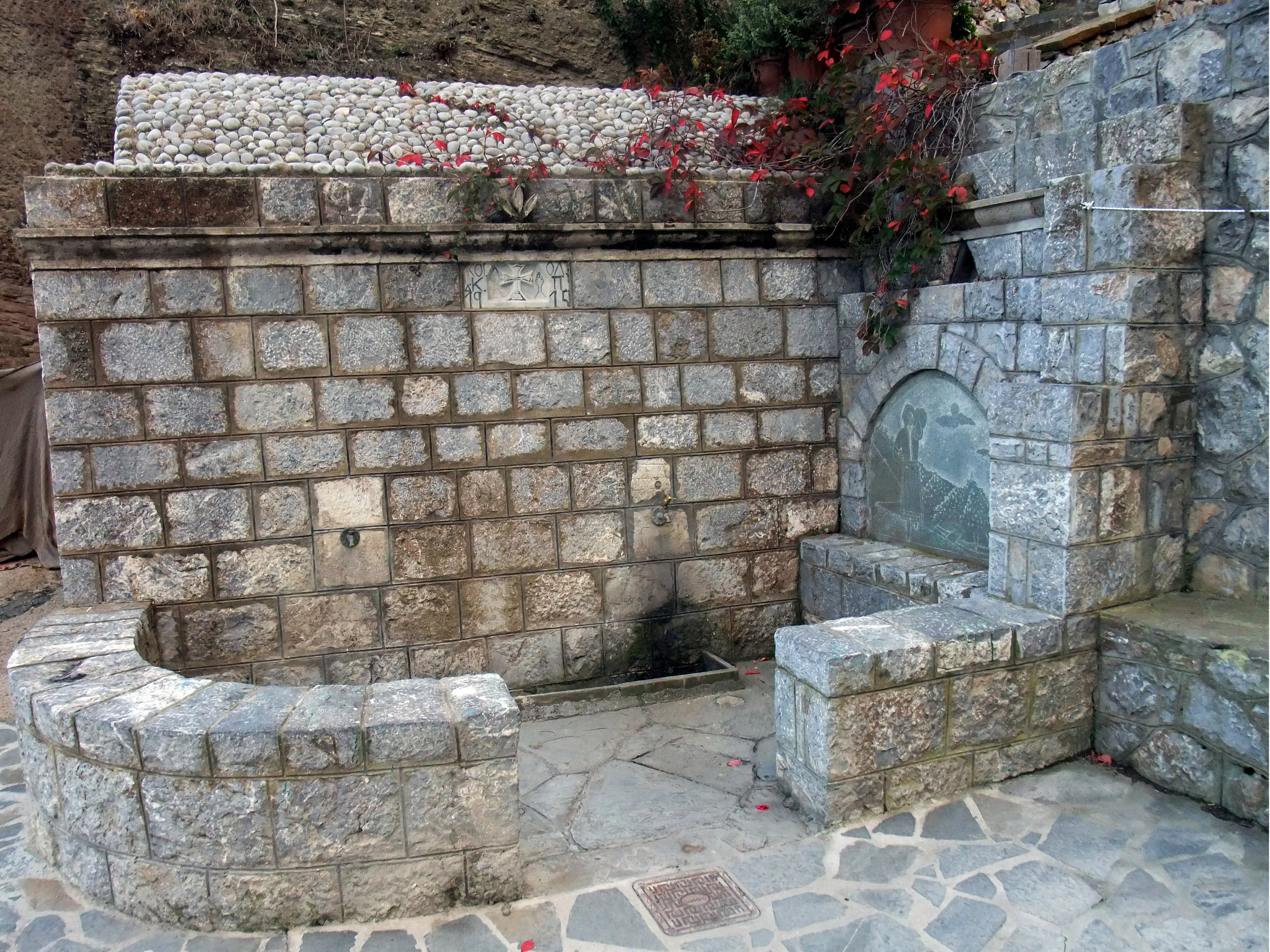
Dorfbrunnen von Olymbos
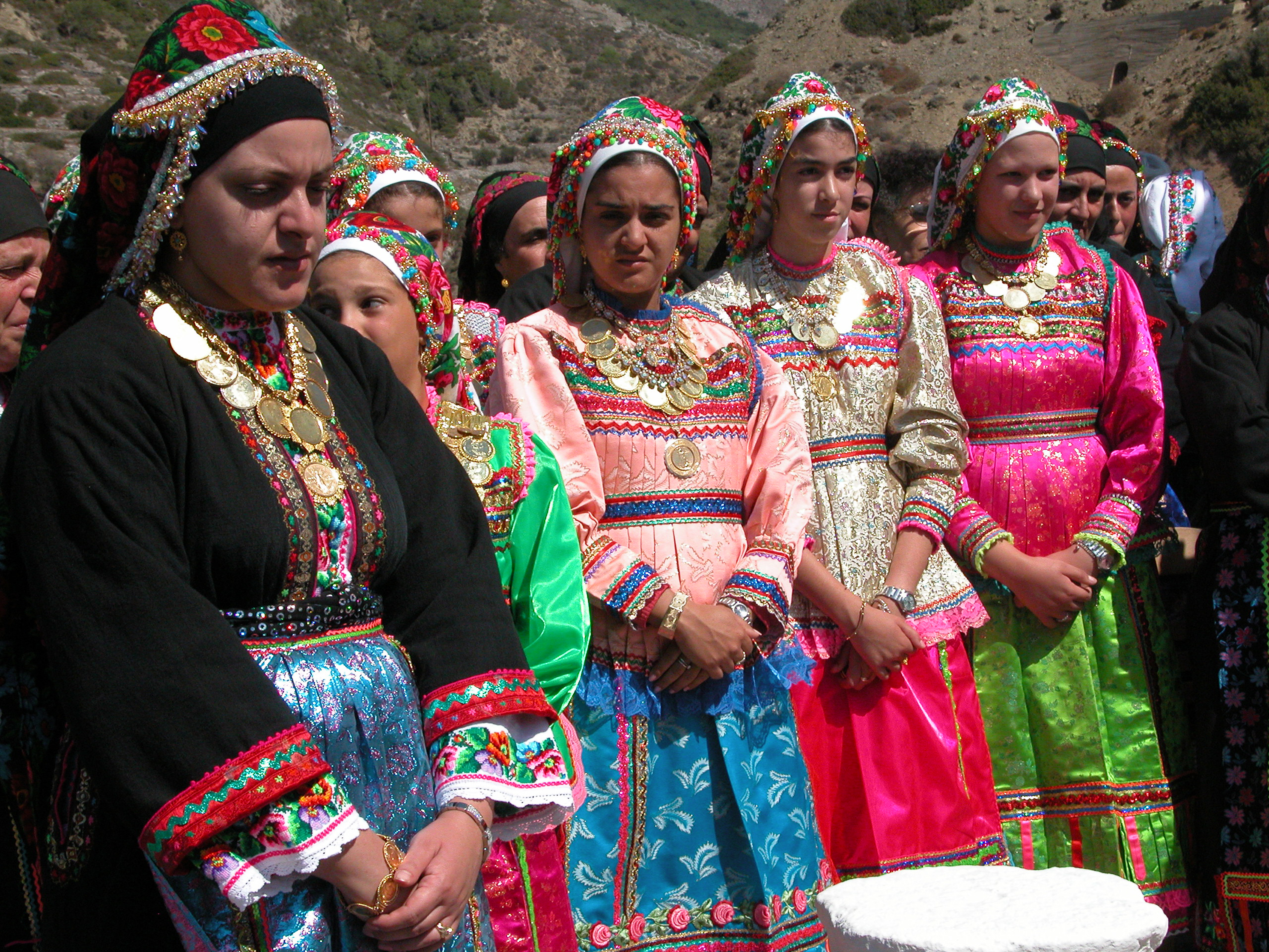
Festlich gekleidete, einheimische Frauen